# Erythrodiplax melanica
Erythrodiplax melanica é uma libélula neotropical da família Libellulidae, descrita por Donald J. Borror em 1942.

## Descrição morfológica
Espécie de porte pequeno a médio, com envergadura alar aproximada de 25 a 30 milímetros; corpo esguio, tórax predominantemente escuro, desenvolvendo pruinosidade acinzentada em adultos mais velhos; asas transparentes com discreta mancha basal não ultrapassando o primeiro nervo radial e pterostigmas castanhos escuros.

## Distribuição e habitat
Inicialmente registrado apenas nos estados de Tocantins e Pará. Em 2020, foi citada pela primeira vez em Minas Gerais, no município de Ouro Preto, em riachos de fluxo lento e lagoas marginais em áreas de Cerrado.

## Biologia e ecologia
Machos de E. melanica adotam comportamento territorial, empoleirando-se em vegetação emergente para patrulhar e defender territórios de alimentação e acasalamento, alternando entre sol e sombra para termorregulação. Fêmeas realizam oviposição exofítica em voo, depositando ovos isolados sobre a superfície da água ou em plantas aquáticas.